# Luke Paris
Luke Paris, né le 11 novembre 1994 en Angleterre, est un footballeur international anguillan évoluant au poste de défenseur central.

## Biographie

### En sélection
Il joue son premier match en équipe d'Anguilla le 5 septembre 2019, contre le Guatemala. Ce match perdu sur le très large score de 10-0 entre dans le cadre des tours préliminaires de la Ligue des nations de la CONCACAF.